# 佐藤忍 (歌手)
佐藤 忍（さとう しのぶ、1973年10月11日 - ）は、東京都出身の日本の元アイドル歌手、女優。

## 人物・略歴
- 堀越高等学校出身
- CMモデルとして にっぽんチャチャチャのフレーズでおなじみの「カルビー ポテトチップス」や、「ハリーアップ、ハリーアップ…サラサラのもとはスムースリンス」でおなじみの「花王ピュアシャンプー&リンス」、さらに「ニッセイレディー」などのCMに出演し注目を浴びる。
- 1989年に「ちょっとだけ MY LOVE」（テイチクレコード ）で歌手デビュー、歌はアイドルポップスと一線を画すものでロックっぽい発声法やビブラートをきかせて歌うのが特徴的、そしてそのカップリングに入っている曲は自分で作詞も手掛けるという新人としては異例なスタートを飾る。
- 映画やオリジナルビデオなどにも多数出演、歌の世界から芸能活動は次第に女優への活動へと進路を変更していった。
- 同じ年にデビューした星美里時代の夏川りみ とは堀越高校時代の親友であり同級生。

## ディスコグラフィー

### シングル
1. ちょっとだけ MY LOVE （1989年7月21日発売）
  1. ちょっとだけ MY  LOVE　作詞:二村信一／ 作曲:玉麻尚一／ 編曲:棚橋信仁
  2. TOUCH DOWN　作詞:佐藤忍／ 作曲:尾関裕司／ 編曲:棚橋信仁
2. たびだち… （1989年11月10日発売）
  1. たびだち…　作詞:二子信／ 作曲:村井博／ 編曲:渡辺格
  2. PASSION 　作詞:佐藤忍／ 作曲:伊藤隆司／ 編曲:渡辺格
3. 螺旋状のI （1990年5月21日発売）（花王「ピュア」CMソング）
  1. 螺旋状のI　作詞:森雪之丞／ 作曲:NOBODY／ 編曲:吉田建
  2. 銀の針 水の鏡　作詞:森雪之丞／ 作曲:NOBODY／ 編曲:松本晃彦

レコードからCDへの移行時期ということもありセカンドシングルまではレコード、CD、シングルカセットの3種が発売されたがサードシングルはCDとシングルカセットのみの発売となっている

## 出演番組

### ドラマ
- 先生のお気にいり!（TBS、1991年） - 如月翠 役
- 鎌倉恋愛委員会 第10回「放課後」（TBS、1991年12月10日） - 主演
- 素敵な恋をしてみたい 第1回「アイ・アム・ガール～屋根の上の子猫に愛の手を」（TBS、1992年1月7日） - 主演・涼子 役
- 金曜エンタテイメント「これから 海辺の旅人たち」（フジテレビ、1993年）
- 闇を斬る!大江戸犯科帳 第21話「流人（るにん）の島から来た娘」（日本テレビ、1993年） - お妙 役
- はぐれ刑事純情派 第7シリーズ 第18話「みちのく温泉郷・白い手袋の女」（テレビ朝日、1994年8月3日） - 坂井茉利 役
- 夢見る頃を過ぎても（TBS、1994年） - 米倉妙子 役
- 暴れん坊将軍VI 第6話「江戸城危うし 吉宗の寝所」（テレビ朝日、1994年） - 滝口久美 役

### バラエティ
- 東京イエローページ（TBS、1989年）

### ラジオ
- FMヤングスタジオ（JFN、1989年10月 - 1990年3月） - 月曜日レギュラー

### 映画
- 動天（東映、1991年1月26日公開） - お春 役
- 座頭女子高生ナミ（ロコモーション バンダイビジュアル、1991年6月27日）※オリジナルビデオ
- 男ともだち（フィルム・クレッセント、1994年1月10日公開） - 藤尾かおり 役
- 特攻レディース　夜露死苦！（オリジナルビデオ）（大映、1994年6月10日）
- 湘南純愛組!（日本映像、1994年 - 1997年） - 藤崎志乃美 役
- 麗霆゛子 レディース 総長最後の日（パル企画、1995年公開） - 上月亜矢 役
- BE-BOP-HIGHSCHOOL1 舌先三寸歩武堂々（東映ビデオ、1996年3月8日）※オリジナルビデオ
- ぼくは勉強ができない（東宝、1996年6月8日公開） - 桃子 役
- 目を閉じて抱いて（東北新社、1996年7月13日公開） - 看護師 役